# 서울문화의 밤
서울문화의 밤(Seoul Open Night)은 심야까지 서울 주요지역의 박물관, 미술관, 공연장 등 문화예술시설을 연장개방하고 각종 문화프로그램을 운영하여, 서울시민과 국내․외 관광객이 서울의 야간문화(Night Life)를 체험할 수 있는 문화예술 행사이다. 2008년 최초로 시행되었다. 초기에는 서울광장 및 5개 지구(정동, 북촌, 인사동, 대학로, 홍대)에 대한 야간 문화시설 개방 및 지구별 특색 있는 프로그램으로 구성 및 운영하였다.

## 행사 내용
2008년에는 서울광장 개막공연과 지역별 박물관, 미술관, 공연장 등 120여개소의 문화예술 시설을 심야까지 개방하여 체험할 수 있도록 하고, 재즈, 국악, 작가와의 만남, 줄타기, 소극장 공연 등을 실시하여 약 15만명의 시민 및 관광객이 행사를 즐겼다.
2017년 8월 11일 ~ 8월 12일에는 서울광장에서 메인행사가 열리고 이를 비롯해 서울곳곳에 있는 미술관, 갤러리, 박물관에서 12일 낮 12시부터 밤 12시까지 각종 전시회와 공연 등이 열렸다.

## 참고 문헌
- 본 문서에는 서울특별시에서 지식공유 프로젝트를 통해 퍼블릭 도메인으로 공개한 저작물을 기초로 작성된 내용이 포함되어 있습니다.

1. ↑  “'서울 문화의 밤' 즐기세요 : 27일 시내 곳곳서 공연·전시·문화체험 등 풍성”. 한국일보. 2011년 8월 25일.[깨진 링크(과거 내용 찾기)]